# 奧連特爾 (北卡羅萊納州)
奧連特爾（英語：Oriental）是一個位於美國北卡羅萊納州帕姆利科縣的城鎮。

## 人口
根據2020年美國人口普查的數據，奧連特爾的面積為4.26平方千米，當中陸地面積為3.70平方千米，而水域面積為0.56平方千米。當地共有人口880人，而人口密度為每平方千米207人。